# Два тижні (фільм)
«Два тижні» (англ. Two Weeks) — американський драматичний фільм 2006 року з Саллі Філд у головній ролі.

## Зміст
Четверо братів і сестер давно роз'їхалися по світу, і кожен зайнятий своїми справами і власним життям. Але всі вони змушені знову зібратися разом у будинку матері, яка лежить при смерті. Обставини складаються так, що героям потрібно провести в цих стінах дві довгих тижні, які змусять переглянути свої погляди на життя, і, можливо, зробити те, що необхідно було зробити багато років тому.

## Ролі
| Актор             | Роль          |
| ----------------- | ------------- |
| Саллі Філд        | Аніта Бергман |
| Бен Чаплін        | Кіт Бергман   |
| Томас Кавана      | Баррі Бергман |
| Джуліанн Ніколсон | Емілі Бергман |
| Гленн Хауертон    | Метью Бергман |
| Клеа Дюваль       | Катріна       |
| Джеймс Мерта      | Джим Кренстон |

## Знімальна група
- Режисер — Стів Стокман
- Сценарист — Стив Стокман
- Продюсер — Стів Стокман, Пол Брайан Андерсон
- Композитор — Ейтор Перейра